# Биджу (тауншип, Миннесота)
Биджу (англ. Bejou) — тауншип в округе Маномен, Миннесота, США. На 2000 год его население составило 98 человек.

## География
По данным Бюро переписи населения США площадь тауншипа составляет 96,8 км², из которых 96,7 км² занимает суша, а 0,1 км² — вода (0,08 %).

## Демография
По данным переписи населения 2000 года здесь находились 98 человек, 37 домохозяйств и 29 семей. Плотность населения —  1,0 чел./км². На территории тауншипа расположено 49 построек со средней плотностью 0,5 построек на один квадратный километр. Расовый состав населения: 90,82 % белых, 4,08 % коренных американцев и 5,10 % приходится на две или более других рас.
Из 37 домохозяйств в 24,3 % воспитывались дети до 18 лет, в 70,3 % проживали супружеские пары и в 21,6 % домохозяйств проживали несемейные люди. 16,2 % домохозяйств состояли из одного человека, при том 2,7 % из — одиноких пожилых людей старше 65 лет. Средний размер домохозяйства — 2,65, а семьи — 3,00 человека.
22,4 % населения — младше 18 лет, 2,0 % — в возрасте от 18 до 24 лет, 26,5 % — от 25 до 44, 33,7 % — от 45 до 64, и 15,3 % — старше 65 лет. Средний возраст — 45 лет. На каждые 100 женщин приходилось 117,8 мужчин. На каждые 100 женщин старше 18 приходилось 123,5 мужчин.
Средний годовой доход домохозяйства составлял 30 938 долларов, а средний годовой доход семьи —  33 125 долларов. Средний доход мужчин —  16 250  долларов, в то время как у женщин — 27 500. Доход на душу населения составил 13 082 доллара. За чертой бедности находились 11,8 % семей и 4,8 % всего населения тауншипа, из которых 80,0 % старше 65 лет.